# Enrique Cánovas Lacruz
Enrique Cánovas Lacruz   (Espanya, 1877 - Madrid, 13 d'octubre de 1965) fou un militar espanyol, capità general de València i director general de la Guàrdia Civil durant els primers anys del franquisme.
Graduat a l'Acadèmia General Militar, en produir-se el cop d'estat del 18 de juliol de 1936 tenia la graduació de coronel en cap dels Serveis d'Enginyers de la VIII Divisió Orgànica i es va unir als revoltats com a encarregat que el cop triomfés a Vigo. Durant la guerra civil espanyola fou ascendit a general de divisió i destinat a la Comandància General de Balears des de 1937 fins a la fi del conflicte.
El 7 d'octubre de 1940 va substituir al tinent general Antonio Aranda Mata com a capità general de la III Regió Militar. Durant el seu mandat va suavitzar la situació als tribunals especials, permetent als defensors que aportessin tota classe de proves. El 13 d'abril de 1942 fou nomenat Director general de la Guàrdia Civil, càrrec que va ocupar fins a juliol de 1943. Durant el seu mandat es va aprovar el reglament de règim intern i les vestimentes oficials. En març de 1965 li fou concedida la creu de l'Orde de Cisneros.